# Центар за културу и образовање Раковица
Центар за културу и образовање Раковица је установа културе у општини Раковица основана 1. јануара 1976. године. Реализује образовне, позоришне, музичке, ликовне и књижевне програме. Налази се у улици Мишка Крањца број 7 на површини од око 2.500 м2. Обухвата галерију, салу са 365 места, банкет салу, клуб „Клуб Клубова“, играоницу за децу, мали атеље, учионице за стране језике, радионице и др. У објекту центра раде и Музичка школа „Даворин Јенко“ и Културно уметничко друштво „Димитрије Котуровић“.

## Образовни програм
- „Ја сам дете на врху планете“ - дечји конгрес који окупља децу основних школа из Србије да излажу своје радове. Одржава се сваке године у мају.
- „Може ли човек“ - манифестација која представља најзначајније личности Србије које су дале свој допринос науци, уметности или култури. Организује се више пута годишње.
- „Глас културе у образовању“ - стручни скуп просветних радника и радника у култури.[1]

## Музички програм
- „Сигурна кућа за Rock’n’Roll“ - рокенрол концерти
- „Четири годишња доба у Раковици“ - концерти класичне музике
- „Путеви срца, душе и љубави“ - концерти изворне музике.[1]

## Позоришни програм
- Фестивал победника фестивала - Одржава се сваке године у јесен и траје седам дана. Услов за учешће на Фестивалу је да је представа награђена на неком од позоришних фестивала. Такмичарског је карактера.
- Позориште за децу „Цврле“ - редовне представе сваке суботе и недеље.
- Вечерња позоришна сцена „Теспис“- представе реномираних позоришних кућа.[1]

## Књижевни програм
- Дани духовности у Раковици - Сабор духовне поезије
- „Велика празнина за велики лет“ – Фестивал сатире
- Књижевне вечери[1]